# Борок-2
Борок-2 — деревня в Сямженском районе Вологодской области.
Входит в состав Устьрецкого сельского поселения, с точки зрения административно-территориального деления — в Устьрецкий сельсовет.
Расстояние по автодороге до районного центра Сямжи — 37 км, до центра муниципального образования Усть-Реки — 16 км. Ближайшие населённые пункты — Макаровская, Борок-1, Пуронга.
По переписи 2002 года население — 8 человек.